# Rivolta di Chilembwe
La rivolta di Chilembwe fu una ribellione contro il dominio coloniale britannico nel Nyasaland (moderno Malawi) avvenuta nel gennaio 1915. La ribellione fu capeggiata da John Chilembwe, un pastore protestante educato negli Stati Uniti d'America. A capo della rivolta erano prevalentemente membri della classe media nera emergente, provenienti dalle località intorno alla chiesa di Chilembwe nel villaggio di Mbombwe, nel sud-est della colonia. I partecipanti erano principalmente motivati da vari problemi portati dal sistema coloniale britannico, come lavoro forzato, razzismo e pretese imposte sulla popolazione africana dopo lo scoppio della prima guerra mondiale.
La rivolta si scatenò la sera del 23 gennaio 1915 quando i ribelli, incitati da Chilembwe, attaccarono la sede di A. L. Bruce Estates e uccisero tre persone di pelle bianca. A seguire nella notte ci fu un attacco di non molto successo ad un negozio di armi a Blantyre. Entro la mattina del 24 gennaio le autorità coloniali avevano mobilitato reparti della Riserva dei Volontari del Nyasaland (NVR) e avevano contattato le truppe regolari dei King's African Rifles (KAR). Dopo un attacco su Mbombew fallito da parte del KAR il 25 gennaio, i ribelli attaccarono una missione cristiana a Nguludi e la bruciarono. KAR e NVR catturarono Mbombwe senza incontrare resistenza il 26 gennaio. Molti dei ribelli, incluso Chilembwe stesso, fuggirono verso l'Africa Orientale Portoghese, sperando di trovare un rifugio sicuro lì, ma molti furono catturati. Circa 40 dei ribelli furono giustiziati, e 300 imprigionati. Chilembwe fu ucciso a colpi di arma da fuoco per mano di una pattuglia di polizia vicino al confine il 3 febbraio.
Anche se la rivolta non si concluse in un successo, viene comunemente citata come momento di svolta per la storia del Malawi. La ribellione ebbe conseguenze di lunga durata sul sistema di amministrazione britannico in Nyasaland, e alcune riforme vennero eseguite come conseguenza della rivolta. Dopo la seconda guerra mondiale, il movimento nazionalista del Malawi allora in crescita riportò attenzione alla rivolta di Chilembwe, e dopo l'indipendenza del Malawi nel 1964 questa venne celebrata come un momento chiave per la storia nella nazione.